# Перетин графів
Пере́тин графів — операція над графами,  в результаті якої виходить граф, множини вершин і ребер якого є перетинами множин вершин і ребер вихідних графів.  Іншими словами, в результуючий граф входять тільки ті ребра і ті вершини, які присутні у всіх вихідних графах .
Операцію перетину графів, як і аналогічну операцію для множин, прийнято позначати символом {\displaystyle \cap }:
{\displaystyle \ G=G_{1}\cap G_{2}.}
Таким чином, якщо 
{\displaystyle \ G_{1}=\left\{V_{1},E_{1}\right\},G_{2}=\left\{V_{2},E_{2}\right\},}
то
{\displaystyle \ G=\left\{V_{1}\cap V_{2},E_{1}\cap E_{2}\right\},}
де {\displaystyle \ V} — множина вершин, {\displaystyle \ E} — множина ребер графу.